# Гамбурцов, Николай Павлович
Николай Павлович Гамбурцов (Гамбурцев, Гомбурцев) (?—1895) — русский педагог, директор рижской Александровской гимназии.
Родился в Санкт-Петербурге. С 15 лет обучался в немецком петропавловском училище. Затем поступил в Главный педагогический институт, из которого до завершения полного курса был командирован в 1839 году в Дерптский учебный округ (1-е Рижское уездное училище) и 7 лет преподавал русский язык в Домском уездном училище. С 1847 года он был учителем наук в рижском русском Екатерининском уездном училище. Спустя 10 лет он был назначен старшим учителем в Ревельскую губернскую гимназию и, чтобы быть утверждённым в этой должности ему пришлось получить высшее образование в Дерптском университете — в 1858 году он выдержал там два экзамена: один — в знании полного курса историко-филологического факультета, другой — на звание старшего учителя русского языка.
В мае 1865 года Н. П. Гамбурцов был назначен директором училищ Новгородской губернии и Новгородской гимназии.
В декабре 1867 года он был командирован в Ригу для подготовки открытия там Александровской гимназии и с 1 января 1868 года был назначен её директором. В 1875 году он был произведён в действительные статские советники. В этом же году в Александровской гимназии была учреждена стипендия имени Н. П. Гамбурцова.
В 1885 году после сложной глазной операции Гамбурцов подал прошение об отставке и был уволен с должности директора 15 июля 1885 года.
Имел награды: ордена Св. Станислава 2-й ст. с императорской короной (1866), Св. Анны 2-й ст. с императорской короной (1873), Св. Владимира 4-й ст. за 35 лет службы (1875).
Умер 16 (28) октября 1895 года.
Его сын, Николай Николаевич Гамбурцев (1859—?) — председатель департамента Московской судебной палаты, действительный статский советник (с 1912).

## Источник
- Двадцатипятилетие рижской Александровской гимназии / Сост. О. Милевский. — Рига, 1893. — С. 59—60.